# Lill Jansson
Anna Lill Jansson, född 31 maj 1965 i Västra Frölunda församling i Göteborg, är en svensk politiker (Liberalerna). Hon är kommunalråd med särskilt ansvar för området lärande samt 1:e vice ordförande i kommunstyrelsen i Lerums kommun.